# Anniken Huitfeldt
Anniken Huitfeldt, född 29 november 1969 i Bærums kommun, är en norsk politiker som representerar Arbeiderpartiet. Hon var Norges utrikesminister 14 oktober 2021–16 oktober 2023.

## Politisk karriär
Anniken Huitfeldt var vice ordförande i Arbeidernes Ungdomsfylking (AUF) 1994–1996 och ordförande i AUF 1996–2000. Hon var ersättare i Stortinget 1993–1997 och 2001–2005 och blev invald som ordinarie ledamot för Akershus fylke 2005. Hon är medlem i Arbeiderpartiets centralstyre och ordförande i Arbeiderpartiets kvinnonätverk.
Huitfeldt blev 29 februari 2008 utnämnd till statsråd som barn- och jämställdhetsminister; hon efterträdde Manuela Ramin-Osmundsen. Hon var kulturminister 2009–2012 och arbetsminister 2012–2013.